# Kevin Broll
Kevin Broll (Mannheim, 23 agosto 1995) è un calciatore tedesco, portiere dell'Omonia 29is Maiou.

## Carriera
Cresciuto nel settore giovanile del Waldhof Mannheim, nella stagione 2013-2014 ha fatto parte della rosa della prima squadra, con la quale non viene impiegato. Così nell'estate del 2014 si trasferisce all'Homburg, formazione militante in Regionalliga. L'anno successivo si trasferisce al Sonnenhof G., giocando per 4 stagioni nella terza divisione tedesca. Il 28 maggio 2019 viene acquistato dalla Dinamo Dresda, firmando un contratto triennale. In tre stagioni si divide tra seconda e terza divisione tedesca. Il 5 luglio 2022 viene ingaggiato dai polacchi del Górnik Zabrze.

## Statistiche

### Presenze e reti nei club
Statistiche aggiornate al 5 luglio 2022.
| Stagione                    | Squadra                     | Campionato                  | Campionato | Campionato | Coppe nazionali | Coppe nazionali | Coppe nazionali | Coppe continentali | Coppe continentali | Coppe continentali | Altre coppe | Altre coppe | Altre coppe | Totale | Totale |
| Stagione                    | Squadra                     | Comp                        | Pres       | Reti       | Comp            | Pres            | Reti            | Comp               | Pres               | Reti               | Comp        | Pres        | Reti        | Pres   | Reti   |
| --------------------------- | --------------------------- | --------------------------- | ---------- | ---------- | --------------- | --------------- | --------------- | ------------------ | ------------------ | ------------------ | ----------- | ----------- | ----------- | ------ | ------ |
| 2014-2015                   | Homburg                     | RL                          | 7          | -5         | CG              | 0               | 0               |                    | -                  | -                  |             | -           | -           | 7      | -5     |
| 2015-2016                   | Sonnenhof G.                | 3L                          | 14         | -20        |                 | -               | -               |                    | -                  | -                  |             | -           | -           | 14     | -20    |
| 2016-2017                   | Sonnenhof G.                | 3L                          | 33         | -40        |                 | -               | -               |                    | -                  | -                  |             | -           | -           | 33     | -40    |
| 2017-2018                   | Sonnenhof G.                | 3L                          | 35         | -53        |                 | -               | -               |                    | -                  | -                  |             | -           | -           | 35     | -53    |
| 2018-2019                   | Sonnenhof G.                | 3L                          | 38         | -39        |                 | -               | -               |                    | -                  | -                  |             | -           | -           | 38     | -39    |
| Totale Sonnenhof Großaspach | Totale Sonnenhof Großaspach | Totale Sonnenhof Großaspach | 100        | -152       |                 | -               | -               |                    | -                  | -                  |             | -           | -           | 100    | -152   |
| 2019-2020                   | Dinamo Dresda               | 2L                          | 33         | -56        | CG              | 2               | -3              |                    | -                  | -                  |             | -           | -           | 35     | -59    |
| 2020-2021                   | Dinamo Dresda               | 3L                          | 38         | -29        | CG              | 2               | -4              |                    | -                  | -                  |             | -           | -           | 40     | -33    |
| 2021-2022                   | Dinamo Dresda               | 2L                          | 29+2       | -38 + -2   | CG              | 2               | -4              |                    | -                  | -                  |             | -           | -           | 33     | -44    |
| Totale Dinamo Dresda        | Totale Dinamo Dresda        | Totale Dinamo Dresda        | 100+2      | -123 + -2  |                 | 6               | -11             |                    | -                  | -                  |             | -           | -           | 108    | -136   |
| 2022-2023                   | Górnik Zabrze               | EK                          | 0          | 0          | CP              | 0               | 0               |                    | -                  | -                  |             | -           | -           | 0      | 0      |
| Totale carriera             | Totale carriera             | Totale carriera             | 228        | -282       |                 | 6               | -11             |                    | -                  | -                  |             | -           | -           | 234    | -293   |

## Palmarès

### Club

#### Competizioni nazionali
- 3. Liga: 1

Dinamo Dresda: 2020-2021